# 400 meter häck för herrar i friidrott vid olympiska sommarspelen 2024

Officiell video på loppet.

Herrarnas 400 meter häck vid olympiska sommarspelen 2024 avgjordes mellan den 5 och 9 augusti 2024 på Stade de France i Paris, Frankrike. 39 idrottare från 28 nationer deltog i tävlingen. Det var 28:e gången grenen fanns med i ett OS och den har funnits med i varje OS sedan 1904.
Finalen var en av de mest uppmärksammade evenemangen vid de olympiska spelen eftersom de tre bästa i historien sprang i loppet. Karsten Warholm satte världsrekord när han vann i Tokyo, 0,23 sekunder före den näst bäste i historien, Rai Benjamin. I det loppet kom Alison dos Santos på tredje plats med 0,78 sekunder efter. Han vann  världsmästerskapen 2022 bara 0,12 sekunder långsammare än Benjamins OS-tid och slog Benjamin i loppet. Warholm bromsades av skada det året men återvände 2023 för att vinna sitt tredje  världsmästerskap.
I finalen hade Warholm och Benjamin banorna sju och åtta bredvid varandra medan dos Santos var längre bort på bana tre. Vid starten gick Warholm ut med en typisk rivstart och kunde skaffa sig en knapp ledning på cirka halvmeter över de första hindren. Benjamin sprang avslappnat och kunde komma ikapp Warholm till fjärde hindret. De tog hinder fyra till sju sida vid sida med dos Santos längre bak på tredje plats. Benjamin började accelerera efter sjunde hindret och ta ledningen. Han var klart före Warholm vid hinder åtta. Under press tog Warholm hinder 9 ansträngt och avståndet till Benjamin blev större. Benjamin gled över det sista hindret avslappnat och sprang in för guldet på tiden 46,46 sekunder. Warholm ansträngde sig sista biten för att behålla andra platsen. Han tog silvret med 47,06 och bronset gick till dos Santos med 47,26.
Det hade regnat innan finalen vilket kan ha omöjliggjort ett världsrekord.
| Spel           | Guld             | Silver                | Brons                       |
| 400 meter häck | Rai Benjamin USA | Karsten Warholm Norge | Alison dos Santos Brasilien |

## Kvalificering till OS-grenen
Kvalificeringsperioden för herrarnas 400 meter häck i friidrott var mellan 1 juli 2023 och 30 juni 2024. Ett maximum av 40 idrottare kunde kvalificera sig till evenemanget, med högst tre idrottare per nation, genom att springa kvalificerings-standarden 48,70 sekunder eller snabbare eller genom sin världsranking i friidrott för denna gren. 39 idrottare kvalificerade sig till tävlingen.

## Schema
Alla tider är CET.
| Datum          | Tid   | Omgång      |
| -------------- | ----- | ----------- |
| 5 augusti 2024 | 10:05 | Kval        |
| 6 augusti 2024 | 12:00 | Återkval    |
| 7 augusti 2024 | 19:35 | Semifinaler |
| 9 augusti 2024 | 21:45 | Final       |

## Rekord
Innan tävlingens start fanns följande rekord:
| Rekord           | Idrottare             | Tid (s) | Plats        | Datum          |
| ---------------- | --------------------- | ------- | ------------ | -------------- |
| Världsrekord     | Karsten Warholm (NOR) | 45,94   | Tokyo, Japan | 3 augusti 2021 |
| Olympiskt rekord | Karsten Warholm (NOR) | 45,94   | Tokyo, Japan | 3 augusti 2021 |

| Område                                   | Tid (s)    | Idrottare         | Nation     |
| ---------------------------------------- | ---------- | ----------------- | ---------- |
| Afrika                                   | 47,10      | Samuel Matete     | Zambia     |
| Asien                                    | 46,98      | Abderrahman Samba | Qatar      |
| Europa                                   | 45,94 0VR0 | Karsten Warholm   | Norge      |
| Nordamerika, Centralamerika och Karibien | 46,17      | Rai Benjamin      | USA        |
| Oceanien                                 | 48,28      | Rohan Robinson    | Australien |
| Sydamerika                               | 46,29      | Alison dos Santos | Brasilien  |

## Resultat
Noteringarnas förklaring finns längst ner.

### Kval
De tre första i varje heat 0Q0 plus tre på tid 0q0 gick vidare till semifinal. Alla andra som sprang klart sitt lopp gick vidare till återkval.

#### Kval 1
| Placering | Bana | Idrottare       | Nation                 | Tid   | Noteringar |
| --------- | ---- | --------------- | ---------------------- | ----- | ---------- |
| 1         | 7    | Rai Benjamin    | USA                    | 48,82 | 0Q0        |
| 2         | 6    | Jaheel Hyde     | Jamaica                | 49,08 | 0Q0        |
| 3         | 2    | Kyron McMaster  | Brittiska Jungfruöarna | 49,24 | 0Q0        |
| 4         | 4    | Carl Bengtström | Sverige                | 49,34 |            |
| 5         | 5    | Bassem Hemeida  | Qatar                  | 49,82 | 0SB0       |
| 6         | 8    | Daiki Ogawa     | Japan                  | 50,21 |            |
| 7         | 3    | Matic Ian Guček | Slovenien              | 50,30 |            |

#### Kval 2
| Placering | Bana | Idrottare         | Nation                  | Tid   | Noteringar |
| --------- | ---- | ----------------- | ----------------------- | ----- | ---------- |
| 1         | 5    | Karsten Warholm   | Norge                   | 47,57 | 0Q0        |
| 2         | 9    | Clément Ducos     | Frankrike               | 47,69 | 0Q0 PB0    |
| 3         | 7    | Abderrahman Samba | Qatar                   | 48,35 | 0Q0        |
| 4         | 8    | Yeral Nuñez       | Dominikanska republiken | 48,67 |            |
| 5         | 4    | Trevor Bassitt    | USA                     | 49,38 |            |
| 6         | 2    | Vít Müller        | Tjeckien                | 49,44 |            |
| 7         | 6    | Oskar Edlund      | Sverige                 | 49,74 |            |
| 8         | 3    | Xie Zhiyu         | Kina                    | 49,90 |            |

#### Kval 3
| Placering | Bana | Idrottare         | Nation    | Tid   | Noteringar |
| --------- | ---- | ----------------- | --------- | ----- | ---------- |
| 1         | 5    | Rasmus Mägi       | Estland   | 48,62 | 0Q0        |
| 2         | 6    | CJ Allen          | USA       | 48,64 | 0Q0        |
| 3         | 2    | Alison dos Santos | Brasilien | 48,75 | 0Q0        |
| 4         | 9    | Emil Agyekum      | Tyskland  | 49,38 |            |
| 5         | 3    | Victor Ntweng     | Botswana  | 49,59 |            |
| 6         | 8    | Julien Bonvin     | Schweiz   | 49,82 |            |
| 7         | 7    | Kaito Tsutsue     | Japan     | 50,50 |            |
| 8         | 4    | Yasmani Copello   | Turkiet   | 50,72 |            |

#### Kval 4
| Placering | Bana | Idrottare            | Nation        | Tid   | Noteringar |
| --------- | ---- | -------------------- | ------------- | ----- | ---------- |
| 1         | 8    | Roshawn Clarke       | Jamaica       | 48,17 | 0Q0        |
| 2         | 3    | Ezekiel Nathaniel    | Nigeria       | 48,38 | 0Q0        |
| 3         | 7    | Wilfried Happio      | Frankrike     | 48,42 | 0Q0        |
| 4         | 4    | Alessandro Sibilio   | Italien       | 48,43 | 0q0        |
| 5         | 5    | Wiseman Were Mukhobe | Kenya         | 48,58 | 0q0        |
| 6         | 9    | Nick Smidt           | Nederländerna | 48,64 | 0q0 SB0    |
| 7         | 6    | Gerald Drummond      | Costa Rica    | 48,80 |            |
| 8         | 2    | Constantin Preis     | Tyskland      | 49,99 |            |

#### Kval 5
| Placering | Bana | Idrottare            | Nation           | Tid   | Noteringar |
| --------- | ---- | -------------------- | ---------------- | ----- | ---------- |
| 1         | 2    | Malik James-King     | Jamaica          | 48,21 | 0Q0        |
| 2         | 6    | Matheus Lima         | Brasilien        | 48.90 | 0Q0 SB0    |
| 3         | 9    | Alastair Chalmers    | Storbritannien   | 48,98 | 0Q0        |
| 4         | 7    | Joshua Abuaku        | Tyskland         | 49,00 |            |
| 5         | 3    | Berke Akçam          | Turkiet          | 49,48 |            |
| 6         | 4    | Ken Toyoda           | Japan            | 53,62 |            |
| –         | 8    | Ismail Doudai Abakar | Qatar            |       | 0DNF0      |
| –         | 5    | Peng Ming-yang       | Kinesiska Taipei |       | 0DNF0      |

### Återkval
De två första i varje heat 0Q0 gick vidare till semifinal.

#### Återkval 1
| Placering | Bana | Idrottare       | Nation   | Tid   | Noteringar |  |
| --------- | ---- | --------------- | -------- | ----- | ---------- |  |
| 1         | 6    | Trevor Bassitt  | USA      | 48.64 | 0Q0        |  |
| 2         | 4    | Emil Agyekum    | Tyskland | 48.67 | 0Q0        |  |
| 3         | 7    | Vít Müller      | Tjeckien | 48.96 |            |  |
| 4         | 8    | Oskar Edlund    | Sverige  | 48.99 |            |  |
| 5         | 3    | Daiki Ogawa     | Japan    | 49.25 |            |  |
| 6         | 2    | Bassem Hemeida  | Qatar    | 49.64 | 0SB0       |  |
| –         | 5    | Yasmani Copello | Turkiet  |       | 0DNS0      |  |

#### Återkval 2
| Placering | Bana | Idrottare        | Nation     | Tid   | Noteringar |  |
| --------- | ---- | ---------------- | ---------- | ----- | ---------- |  |
| 1         | 8    | Carl Bengtström  | Sverige    | 48.63 | 0Q0        |  |
| 2         | 4    | Gerald Drummond  | Costa Rica | 48.78 | 0Q0        |  |
| 3         | 5    | Victor Ntweng    | Botswana   | 48.88 |            |  |
| 4         | 7    | Matic Ian Guček  | Slovenien  | 49.06 |            |  |
| 5         | 3    | Constantin Preis | Tyskland   | 51.02 |            |  |
| –         | 3    | Kaito Tsutsue    | Japan      |       | 0DNS0      |  |

#### Återkval 3
| Placering | Bana | Idrottare        | Nation     | Tid   | Noteringar |  |
| --------- | ---- | ---------------- | ---------- | ----- | ---------- |  |
| 1         | 8    | Carl Bengtström  | Sverige    | 48.63 | 0Q0        |  |
| 2         | 4    | Gerald Drummond  | Costa Rica | 48.78 | 0Q0        |  |
| 3         | 5    | Victor Ntweng    | Botswana   | 48.88 |            |  |
| 4         | 7    | Matic Ian Guček  | Slovenien  | 49.06 |            |  |
| 5         | 3    | Constantin Preis | Tyskland   | 51.02 |            |  |
| –         | 3    | Kaito Tsutsue    | Japan      |       | 0DNS0      |  |

### Semifinaler
De två första i varje lopp 0Q0 plus två på tid 0q0 gick vidare till finalen.

#### Semifinal 1
| Placering | Bana | Idrottare         | Nation        | Tid   | Noteringar |
| --------- | ---- | ----------------- | ------------- | ----- | ---------- |
| 1         | 7    | Karsten Warholm   | Norge         | 47,67 | 0Q0        |
| 2         | 6    | Clément Ducos     | Frankrike     | 47,85 | 0Q0        |
| 3         | 9    | Alison dos Santos | Brasilien     | 47,95 | 0q0        |
| 4         | 2    | Trevor Bassitt    | USA           | 48,29 |            |
| 5         | 5    | Ezekiel Nathaniel | Nigeria       | 48,65 |            |
| 6         | 4    | Nick Smidt        | Nederländerna | 49,61 |            |
| 7         | 8    | Jaheel Hyde       | Jamaica       | 50,03 |            |
| 8         | 3    | Joshua Abuaku     | Tyskland      | 50,19 |            |

#### Semifinal 2
| Placering | Bana | Idrottare          | Nation                 | Tid   | Noteringar |
| --------- | ---- | ------------------ | ---------------------- | ----- | ---------- |
| 1         | 4    | Kyron McMaster     | Brittiska Jungfruöarna | 48,15 | 0Q0        |
| 2         | 7    | Rasmus Mägi        | Estland                | 48,16 | 0Q0        |
| 3         | 5    | Abderrahman Samba  | Qatar                  | 48,20 | 0q0        |
| 4         | 8    | CJ Allen           | USA                    | 48,44 |            |
| 5         | 3    | Emil Agyekum       | Tyskland               | 48,78 |            |
| 6         | 9    | Alessandro Sibilio | Italien                | 48,79 |            |
| 7         | 6    | Malik James-King   | Jamaica                | 48,85 |            |
| 8         | 2    | Berke Akçam        | Turkiet                | 49,12 |            |

#### Semifinal 3
| Placering | Bana | Idrottare         | Nation         | Tid   | Noteringar |
| --------- | ---- | ----------------- | -------------- | ----- | ---------- |
| 1         | 5    | Rai Benjamin      | USA            | 47,85 | 0Q0        |
| 2         | 8    | Roshawn Clarke    | Jamaica        | 48,34 | 0Q0        |
| 3         | 7    | Wilfried Happio   | Frankrike      | 48,66 |            |
| 4         | 6    | Matheus Lima      | Brasilien      | 49,08 |            |
| 5         | 4    | Wiseman Mukhobe   | Kenya          | 49,22 |            |
| 6         | 3    | Carl Bengtström   | Sverige        | 49,56 |            |
| 7         | 2    | Gerald Drummond   | Costa Rica     | 49,68 |            |
| 8         | 9    | Alastair Chalmers | Storbritannien | 56,52 |            |

### Final
| Placering | Bana   | Idrottare         | Nation                 | Tid   | Notering |
| --------- | ------ | ----------------- | ---------------------- | ----- | -------- |
| 1         | 8      | Rai Benjamin      | USA                    | 46,46 | 0SB0     |
| 2         | 7      | Karsten Warholm   | Norge                  | 47,06 |          |
| 3         | 3      | Alison dos Santos | Brasilien              | 47,26 |          |
| 4         | 5      | Clément Ducos     | Frankrike              | 47,76 |          |
| 5         | 6      | Kyron McMaster    | Brittiska Jungfruöarna | 47,79 | 0SB0     |
| 6         | 2      | Abderrahman Samba | Qatar                  | 47,98 |          |
| 7         | 4      | Rasmus Mägi       | Estland                | 52,53 |          |
| –         | 9      | Roshawn Clarke    | Jamaica                |       | 0DNF0    |
| Källa:    | Källa: | Källa:            | Källa:                 | Vind: | Vind:    |